# OLAT
OLAT (akronim od Online Learning And Training) – aplikacja webowa wykorzystywana do e-learning, napisana i rozwijana przez Uniwersytet w Zurychu oraz społeczność wolontariuszy skupionych wokół projektu.
OLAT jest darmowym, otwartym i wieloplatformowym systemem zarządzania nauczaniem (LMS), wykorzystywanym jako wirtualna społecznościowa platforma edukacyjna.
Kod aplikacji napisany został w Javie i opiera się na eLML.

## Wyróżnienia
- OLAT zdobył niemiecką nagrodę MeDiDaPrix 2000, czyli istotne wyróżnienie w dziedzinie e-learningu w niemieckojęzycznych krajach (Austria, Niemcy i Szwajcaria)[1].
- OLAT zdobył szwajcarską nagrodę Swiss Open Source Award 2008[2].
- W 2009 roku otrzymał amerykańską nagrodę od IMS Global Learning za najlepszą otwartą platformę edukacyjną[3].